# Fernando Briceño
Pour les articles homonymes, voir Briceño.
Fernando Briceño (né le 7 juin 1990) est un coureur cycliste vénézuélien.

## Biographie
En 2012, Fernando Briceño termine septième et meilleur jeune du Tour du Venezuela. 
Lors de la saison 2016, il se distingue en remportant la cinquième étape du Tour du Venezuela. L'année suivante, il s'impose sur la dernière étape de la Vuelta a la Independencia Nacional, en République dominicaine.

## Palmarès et résultats

### Par année
- 2016
  - 5e étape du Tour du Venezuela
- 2017
  - 8e étape de la Vuelta a la Independencia Nacional
- 2019
  - 7e étape du Tour d'Uruguay
- 2023
  - Vuelta InterZamora : 
    - Classement général
    - 1re étape

  - Tour du Trujillo : 
    - Classement général
    - 1re étape
- 2024
  - 3e étape du Tour du Táchira
- 2025
  - 3e de la Ruta Multimarcas

### Classements mondiaux
| Année                                 | 2012 | 2013 | 2014 | 2015 | 2016  | 2017  | 2018  | 2019 | 2020 | 2021 | 2022 | 2023 | 2024 |
| ------------------------------------- | ---- | ---- | ---- | ---- | ----- | ----- | ----- | ---- | ---- | ---- | ---- | ---- | ---- |
| Classement mondial                    |      |      |      |      | 2138e | 2170e | 1381e | nc   | nc   | nc   | nc   | nc   | 993e |
| UCI America Tour                      | 307e | nc   | nc   | nc   | 391e  | 311e  | 132e  | nc   | nc   | nc   | nc   | nc   | nc   |
|                                       |      |      |      |      |       |       |       |      |      |      |      |      |      |
| Légende : nc = non classéSource : UCI |      |      |      |      |       |       |       |      |      |      |      |      |      |